# Sharp v. Murphy

Seal of the United States Supreme Court

Reservatsgebiet der Muskogee in Grün in den Grenzen von 1866

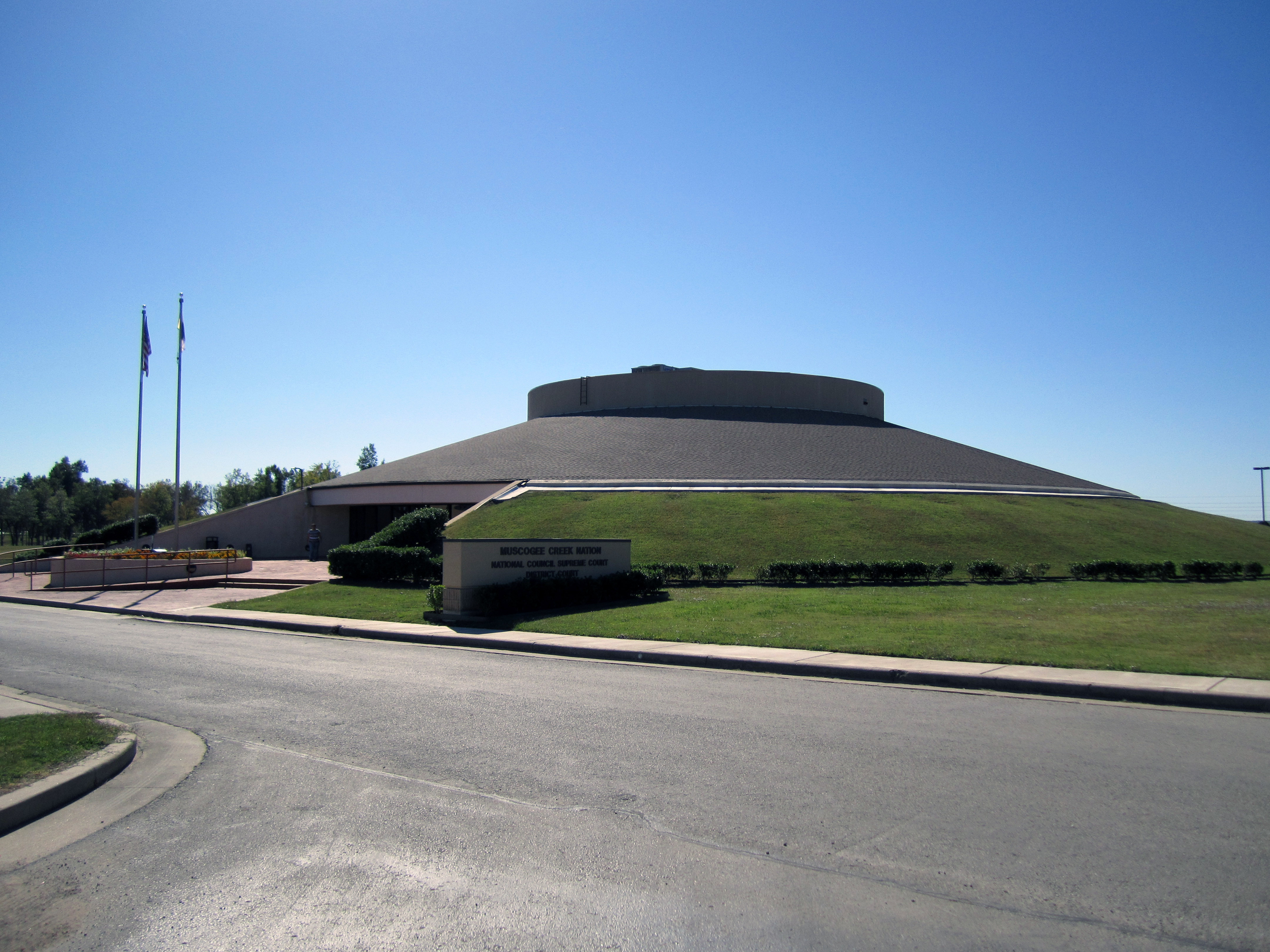
Verwaltungsgebäude des Muskogee-Stammes.

Als Sharp v. Murphy wird ein Gerichtsverfahren vor dem Obersten Gerichtshof der Vereinigten Staaten von Amerika bezeichnet. Das Urteil wurde am 9. Juli 2020 gefällt. Das Gericht entschied, dass das Indianerreservat der Muskogee-Indianer bei der Gründung des Staates Oklahoma nicht legal aufgelöst worden ist, und dass das Reservat in seinen Grenzen von 1866 fortbesteht.
Grundlage für das Gerichtsverfahren bildete das Major Crimes Act aus dem Jahre 1885. Das Gericht entschied, dass Verbrechen, welche auf Reservatsgebiet begangen wurden, von einem Bundesgericht behandelt werden müssen, und nicht von einem Gericht des Staates Oklahoma. Das Urteil baut auf der Argumentation des Gerichtsurteils McGirt v. Oklahoma auf, welches am selben Tag entschieden wurde.

## Bezeichnung
Das Gerichtsverfahren erhielt ursprünglich die Bezeichnung Murphy v. Trammell anschließend Murphy v. Royal und dann Sharp v. Murphy. Bei Tramell, Royal und Sharp handelte es sich um die Nachnamen der Gefängnisdirektoren des Staatsgefängnisses in Oklahoma City. Patrick Murphy ist der Name eines Stammesmitglieds der Muskogee, welcher am 28. August 1999 George Jacobs in der Nähe von Henryetta im Okmulgee County, Oklahoma ermordet hatte. Für diese Tat wurde Patrick Murphy 2002 zum Tode von einem Gericht des Staates Oklahoma verurteilt (Murphy v. State). Er saß im Todestrakt des Staatsgefängnisses des Bundesstaates Oklahoma. Dagegen klagten die Verteidiger vor dem Obersten Gerichtshof. Der Gefängnisdirektor würde gesetzeswidrig den Gefangenen festhalten.

## Konsequenzen
Das Gericht entschied in einer 5 zu 4 Entscheidung, dass der Major Crimes Act auf das Gebiet des Muskagee-Stammes Anwendung findet. Die Stammesregierung des Muskagee-Stammes und deren Reservation wären nach der Gründung des Staates Oklahoma nie aufgelöst worden. Patrick Murphy hätte von einem Bundesgericht abgeurteilt werden müssen und nicht von einem Gericht des Bundesstaates. Hunderte Urteile müssen neu beurteilt werden, welche die Gerichte des Staates Oklahoma gefällt haben.